# (1093) Freda
(1093) Freda es un asteroide perteneciente al cinturón de asteroides descubierto por Benjamin Jekhowsky el 15 de junio de 1925 desde el observatorio de Argel-Bouzaréah, Argelia.

## Designación y nombre
Freda se designó al principio como 1925 LA.
Más tarde, fue nombrado en honor del ingeniero de minas francés Fred Prévost.

## Características orbitales
Freda orbita a una distancia media del Sol de 3,132 ua, pudiendo alejarse hasta 3,98 ua. Tiene una excentricidad de 0,2708 y una inclinación orbital de 25,21°. Emplea en completar una órbita alrededor del Sol 2024 días.